# Shoshana Felman
Shoshana Felman es una crítica literaria estadounidense y actual profesora de literatura comparada y francesa en la Universidad Emory. Estuvo en la facultad de la Universidad de Yale desde 1970 a 2004, donde en 1986 fue galardonada con el Thomas E. Donnelly Professorship of French and Comparative Literature. Se especializa en literatura francesa de los siglos XIX y XX, psicoanálisis, trauma y testimonio, y derecho y literatura. Felman obtuvo su Ph.D. en la Universidad de Grenoble en Francia en 1970.

## Trabajo
Felman trabaja en los campos de la crítica literaria psicoanalítica, la teoría de la performatividad, el feminismo, el testimonio del Holocausto y otras áreas, aunque sus escritos frecuentemente cuestionan, ironizan o ponen a prueba los límites de los métodos críticos que se emplean. A menudo, en sus escritos se produce una inversión de modo que el vocabulario crítico se somete y se convierte en los términos del objeto literario o cultural que se analiza, en lugar de simplemente establecer el significado del objeto; así, en el estilo de crítica de Felman no existe una jerarquía fija de teoría más allá del alcance del objeto literario. Como tal, sus métodos comparten una afinidad con la deconstrucción, por lo que a veces se la asocia con la Escuela de Yale y colegas como Paul de Man.
Jacques Lacan tuvo una influencia significativa en Felman y ella estuvo entre la vanguardia de los teóricos (y quizás el más destacado entre los que se dirigen a audiencias anglófonas) que aplicaron rigurosamente sus conceptos al estudio de la literatura.
Desde la década de 1990, Felman ha escrito textos sobre testimonios y traumas, particularmente en el contexto del Holocausto y otros traumas colectivos.